# زوجة الملازم الفرنسي
زوجة الملازم الفرنسي هي رواية خيال تاريخي تنتمي إلى أدب ما بعد الحداثة صدرت عام 1969 للكاتب جون فولز. كانت ثالث رواية تنشر للكاتب بعد الجامع (1963) والمجوسي (1965). تستكشف الرواية العلاقة الحافلة للسيد والطبيعي الهاوي تشارلز سميثسون وسارة وودروف، الحاكمة السابقة والمرأة المستقلة التي يقع في حبها. تبني الرواية على سلطة فولز في الأدب الفيكتوري، سواءً في اتباعه أو انتقاده للعديد من المؤتمرات المخصصة لروايات هذه المرحلة.
عقب صدورها، وصفت مجلة المكتبات أميريكان لايبراريز الرواية بأنها إحدى «الكتب البارزة لعام 1969». أنتج الناشرون عدة طبعات وترجموا الرواية إلى عدة لغات بعد أن لاقت شعبية عند إطلاقها؛ عولجت الرواية بتفحص من قبل الباحثين بعد إصدارها الأول بقليل. بقيت الرواية شعبية، وتظهر باستمرار في المحادثات الشعبية والأكاديمية. في عام 2005، اختارت مجلة تايم الرواية ضمن إحدى أفضل 100 رواية إنجليزية صدرت بين عامي 1923 و2005.
جزء من سمعة الرواية مبني على تعبيرها عن قضايا الأدب بعد الحداثي عن طريق تركيز موضوعها على القص الما ورائي، والتأريخ، وما وراء التاريخ، والنقد الماركسي، والنسوية. من حيث الشكل والموضوع، تصف ليندا هتشن الرواية بأنها مثال على صنف بعد حداثي محدد: «السرد الما ورائي التأريخي». بسبب تباين سارة وودروف المستقلة والشخصيات الذكرية الأكثر نمطية، تلاقي الرواية عادةً انتباهًا لمعالجتها لقضايا النوع الاجتماعي. ولكن، رغم مزاعم فولز بأنها رواية نسوية، تناقش النقاد حول توفير الرواية منظورًا تحويليًّا بما يكفي عن النساء.
بعد النجاح الشعبي، تركت الرواية أثرًا أكبر: للرواية عدة استجابات من قبل الأكاديميين والكتاب الآخرين، مثل أ. س. بيات، وعبر تحويلها لفيلم ومسرحية درامية. في عام 1981 حولت الرواية إلى فيلم يحمل نفس اسمها كتب نصه الكاتب المسرحي هارولد بينتر، وأخرجه كارل رايسز ومثلت فيه دور البطولة ميريل ستريب مع جيريمي آيرونز. لاقى الفيلم استحسان النقاد ونال عدة جوائز، بينها عدة جوائز بافتا وغولدن غلوب. حولت الرواية إلى مسرحية بريطانية وأنتجت عام 2006.

## خلفية
قبل نشر فولز رواية زوجة الملازم الفرنسي في عام 1969، أسس لسمعته الأدبية برواياته الجامع (1963) والمجوسي (1965). في أثناء كتابته زوجة الملازم الفرنسي، كان يعمل على سيناريو الفيلم المبني على رواية المجوسي (1968). وكانت رواية الجامع (1965) حُولت أيضًا إلى فيلم حصد بدوره لفولز المزيد من الشعبية.

وصف فولز مصدر إلهامه الرئيسي لرواية زوجة الملازم الفرنسي بأنه صورة تراوده عن «المرأة الفيكتورية»، وقد طورها لاحقًا لتكون الشخصية الرئيسية في الرواية سارة وودروف. في مقالة عام 1969 بعنوان «ملاحظات عن رواية غير منتهية» يعكس فولز أفكاره عن عملية الكتابة. قال إن صورةً راودته في خريف عام 1966 رأى فيها: «امرأة تقف على نهاية رصيف ميناء وتحدق باتجاه البحر». قرر أنها تنتمي إلى «العصر الفيكتوري» ولها خصائص «غامضة» و«رومنسية بشكل ضبابي». كتب ملاحظةً في ذلك الوقت عن وظيفة الرواية:
«أنت لا تحاول كتابة شيء نسي أحد الروائيين الفيكتوريين كتابته؛ ولكن ربما تحاول كتابة شيء فشل أحدهم في كتابته. و: تذكر أصل الكلمة. رواية -بالإنجليزية: novel وتعني مبتكر أو مبتدع- تعني شيئًا جديدًا. يجب أن يكون لها علاقة بحاضر الكاتب؛ لذا لا تتظاهر أبدًا بأنك تعيش في عام 1867؛ أو تأكد أن يعرف القارئ أن ذلك تظاهر».
في تعليق أضافه في 27 أكتوبر 1967، يكتب أنه أنهى المسودة الأولى للرواية بنحو 140,000 كلمة.
في المقالة، يصف فولز عدة مؤثرات وقضايا تهم تطور الرواية، بينها أنه مدين لمؤلفين آخرين كتوماس هاردي. في المقالة، يصف تفاجؤه بلعب الشخصية الأنثى سارة الدور الرئيسي في الرواية. في وقت لاحق، وصف فولز مؤثرات أخرى شكلت تطور الشخصيات في الرواية، ملاحظًا أن الشخصيات والقصة في رواية زوجة الملازم الفرنسي مشتقة بتصرف من رواية كلير دو دورا التي تدعى أوريكا (1823)، التي تحكي قصة علاقة مأساوية بين امرأة أفريقية ورجل عسكري فرنسي. نشر فولز لاحقًا ترجمة إنجليزية لرواية أوريكا في عام 1977.

## ملخص الحبكة
تجري الأحداث في منتصف القرن العشرين، يعرف الراوي البطلة باسم سارة وودروف، المرأة التي في العنوان، وتعرف أيضًا باسم «مأساة» أو «عاهرة الملازم الفرنسي». تعيش في مدينة لايم ريجيس الساحلية بوصم بالعار، يحكى أن ضابط سفينة فرنسية اسمه فارغينيس هجرها وعاد إلى فرنسا وتزوج. تصرف بعض وقت فراغها المحدود على ما يسمى بالكوب (اختصارًا للكوبالت)، وهو رصيف ميناء صخري تحدق منه إلى البحر.
في أحد الأيام، يمر تشارلز سميثسون، وهو سيد يتيم، وإرنستينا فريمان، خطيبته وابنة تاجر ثري، ليريا سارة وهي تمشي على جانب التل. تحكي إرنستينا لتشارلز شيئًا من قصة سارة، ويثير ذلك فضوله نحوها. رغم استمراره في التودد لإرنستينا، يلاقي تشارلز سارة عدة مرات أخرى، متواعدًا معها في السر ثلاث مرات. في هذه اللقاءات، تخبر سارة تشارلز عن تاريخها، وتسأله دعمه العاطفي والاجتماعي. في نفس تلك الفترة، يعلم عن احتمال خسارته مكانه كوريث لعمه العجوز، الذي أصبح مخطوبًا لامرأة شابة بما يكفي لتحمل بطفل. في تلك الأثناء، يقع خادم تشارز سام في حب ماري، خادمة عمة إرنستينا.
في الحقيقة، وقع تشارلز في حب سارة وينصحها بمغادرة لايم لإكستر. عائدًا من رحلة لتحذير والد إرنستينا عن احتمال عدم وراثته، يتوقف تشارلز في إكستر كأنه يريد زيارة سارة. من هناك، يعرض الراوي الذي يتدخل على امتداد الرواية ويصبح لاحقًا شخصيةً فيها، ثلاث طرق مختلفة يمكن للرواية أن تنتهي بها:
- النهاية الأولى: تشارلز لا يزور سارة، ولكن يعود فورًا إلى لايم لتأكيد حبه لإرنستينا. يتزوجان، ولكن الزواج لا يصبح مليئًا بالسعادة، ويدخل تشارلز عالم التجارة مع والد إرنستينا، السيد فريمان. يشير الراوي إلى الجهل بمصير سارة. يخبر تشارلز إرنستينا عن لقاء يلمح بأنه مع «عاهرة الملازم الفرنسي»، ولكنه يخفي التفاصيل الدقيقة، وتنتهي القضية. يصرف الراوي النظر عن هذه النهاية بوصفها حلم يقظة لتشارلز، قبل أن توصف الأحداث البديلة للقاء اللاحق مع إرنستينا. تصف الناقدة ميشيل فيليبس بوتشبيرغر النهاية الأولى بأنها: «ترمز إلى عدم مصداقية «النهاية السعيدة» المعتادة في الروايات الفيكتورية الفعلية».[9]

قبل النهايتين الثانية والثالثة، يظهر الراوي كشخصية تشارك تشارلز نفس المقصورة في القطار. يرمي قطعة نقدية لتحديد ترتيب حكايته للنهايتين المحتملتين الأخريين، مؤكدًا على أنهما متساويتان في قابلية التصديق. هما كما يلي:
- النهاية الثانية: يتلاقى تشارلز وسارة لقاءً جنسيًّا طائشًا يعي فيه تشارز أن سارة كانت بكرًا. تعبيرًا عن مشاعره تجاه ذلك، ينهي تشارلز خطبته لإرنستينا، ويتقدم للزواج من سارة برسالة. يفشل سام، خادم تشارلز بإيصال الرسالة، وبعد فسخ تشارلز لخطبته، يعيره والد إرنستينا. يتزوج عمه وتحمل زوجته بوريث، ما يضمن خسارته للورثة المتوقعة. للهرب من الانتحار الاجتماعي والاكتئاب الناتج عن فسخ خطبته، يسافر تشارلز إلى أوروبا وأمريكا. تسافر سارة التي تجهل طلب تشارلز للزواج إلى لندن دون إخبار عشيقها. في أثناء رحلات تشارلز إلى الخارج، يبحث محاميه عن سارة، ليجدها بعد سنتين تعيش في منزل الرسام والشاعر دانتي غابرييل روزيتي في تشيلسي، حيث تستمتع بحياة فنية إبداعية. تري سارة تشارلز الابن الناتج عن علاقتهما، تاركةً إياه يأمل باجتماع ثلاثتهم يومًا.
- النهاية الثالثة: يعود الراوي للظهور خارج المنزل في 16 شارع تشيني ويعيد ساعة جيبه إلى الوراء بمقدار خمس عشرة دقيقةً. الأحداث تبقى نفسها كما في النهاية الثانية حتى يلتقي تشارلز بسارة، فيكون لقاؤهما مرًّا. لا توضح النهاية الجديدة من هو والد الطفل ولا تظهر سارة اهتمامًا بإعادة إحياء العلاقة. يغادر تشارلز المنزل، قاصدًا العودة إلى الولايات المتحدة الأمريكية، متسائلًا فيما إذا كانت سارة امرأة لعوبة كاذبة نجحت في استغلاله.

## روابط خارجية
- زوجة الملازم الفرنسي على موقع الموسوعة البريطانية (الإنجليزية)